# Gran Premi de la Xina del 2014
El Gran Premi de la Xina de Fórmula 1 de la temporada 2014 s'ha disputat al Circuit de Xangai, del 18 al 20 d'abril del 2014.

## Resultats de la qualificació
| Pos                  | No | Pilot             | Constructor          | Part 1       | Part 2   | Part 3   | Sortida |
| -------------------- | -- | ----------------- | -------------------- | ------------ | -------- | -------- | ------- |
| 1                    | 44 | Lewis Hamilton    | Mercedes             | 1:55.516     | 1:54.029 | 1:53.860 | 1       |
| 2                    | 3  | Daniel Ricciardo  | Red Bull-Renault     | 1:56.641     | 1:55.302 | 1:54.455 | 2       |
| 3                    | 1  | Sebastian Vettel  | Red Bull-Renault     | 1:55.926     | 1:54.499 | 1:54.960 | 3       |
| 4                    | 6  | Nico Rosberg      | Mercedes             | 1:56.058     | 1:55.294 | 1:55.143 | 4       |
| 5                    | 14 | Fernando Alonso   | Ferrari              | 1:56.961     | 1:55.765 | 1:55.637 | 5       |
| 6                    | 19 | Felipe Massa      | Williams-Mercedes    | 1:56.850     | 1:56.757 | 1:56.147 | 6       |
| 7                    | 77 | Valtteri Bottas   | Williams-Mercedes    | 1:56.501     | 1:56.253 | 1:56.282 | 7       |
| 8                    | 27 | Nico Hülkenberg   | Force India-Mercedes | 1:55.913     | 1:56.847 | 1:56.366 | 8       |
| 9                    | 25 | Jean-Éric Vergne  | Toro Rosso-Renault   | 1:57.477     | 1:56.584 | 1:56.773 | 9       |
| 10                   | 8  | Romain Grosjean   | Lotus-Renault        | 1:58.411     | 1:56.407 | 1:57.079 | 10      |
| 11                   | 7  | Kimi Räikkönen    | Ferrari              | 1:58.279     | 1:56.860 |          | 11      |
| 12                   | 22 | Jenson Button     | McLaren-Mercedes     | 1:57.783     | 1:56.963 |          | 12      |
| 13                   | 26 | Daniïl Kviat      | Toro Rosso-Renault   | 1:57.261     | 1:57.289 |          | 13      |
| 14                   | 99 | Adrian Sutil      | Sauber-Ferrari       | 1:58.138     | 1:57.393 |          | 14      |
| 15                   | 20 | Kevin Magnussen   | McLaren-Mercedes     | 1:57.369     | 1:57.675 |          | 15      |
| 16                   | 11 | Sergio Pérez      | Force India-Mercedes | 1:58.362     | 1:58.264 |          | 16      |
| 17                   | 21 | Esteban Gutiérrez | Sauber-Ferrari       | 1:58.988     |          |          | 17      |
| 18                   | 10 | Kamui Kobayashi   | Caterham-Renault     | 1:59.260     |          |          | 18      |
| 19                   | 17 | Jules Bianchi     | Marussia-Ferrari     | 1:59.326     |          |          | 19      |
| 20                   | 9  | Marcus Ericsson   | Caterham-Renault     | 2:00.646     |          |          | 20      |
| 21                   | 4  | Max Chilton       | Marussia-Ferrari     | 2:00.865     |          |          | 21      |
| 107% temps: 2:03.602 |    |                   |                      |              |          |          |         |
| NC1                  | 13 | Pastor Maldonado  | Lotus-Renault        | Sense temps1 |          |          | 22      |
| Font:                |    |                   |                      |              |          |          |         |

Notes
- ^1  — Pastor Maldonado no va superar el temps de tall però va ser qualificat per la cursa pels comissaris.[2]

## Resultats de la Cursa
| Pos   | No | Pilot             | Constructor          | Voltes | Temps / Retirada | Pos.Sortida | Punts |
| ----- | -- | ----------------- | -------------------- | ------ | ---------------- | ----------- | ----- |
| 1     | 44 | Lewis Hamilton    | Mercedes             | 54     | 1:33:28.338      | 1           | 25    |
| 2     | 6  | Nico Rosberg      | Mercedes             | 54     | +18.686          | 4           | 18    |
| 3     | 14 | Fernando Alonso   | Ferrari              | 54     | +25.765          | 5           | 15    |
| 4     | 3  | Daniel Ricciardo  | Red Bull-Renault     | 54     | +26.978          | 2           | 12    |
| 5     | 1  | Sebastian Vettel  | Red Bull-Renault     | 54     | +51.012          | 3           | 10    |
| 6     | 27 | Nico Hülkenberg   | Force India-Mercedes | 54     | +57.581          | 8           | 8     |
| 7     | 77 | Valtteri Bottas   | Williams-Mercedes    | 54     | +58.145          | 7           | 6     |
| 8     | 7  | Kimi Räikkönen    | Ferrari              | 54     | +1:23.990        | 11          | 4     |
| 9     | 11 | Sergio Pérez      | Force India-Mercedes | 54     | +1:26.489        | 16          | 2     |
| 10    | 26 | Daniïl Kviat      | Toro Rosso-Renault   | 53     | +1 Volta         | 13          | 1     |
| 11    | 22 | Jenson Button     | McLaren-Mercedes     | 53     | +1 Volta         | 12          |       |
| 12    | 25 | Jean-Éric Vergne  | Toro Rosso-Renault   | 53     | +1 Volta         | 9           |       |
| 13    | 20 | Kevin Magnussen   | McLaren-Mercedes     | 53     | +1 Volta         | 15          |       |
| 14    | 13 | Pastor Maldonado  | Lotus-Renault        | 53     | +1 Volta         | 22          |       |
| 15    | 19 | Felipe Massa      | Williams-Mercedes    | 53     | +1 Volta         | 6           |       |
| 16    | 21 | Esteban Gutiérrez | Sauber-Ferrari       | 53     | +1 Volta         | 17          |       |
| 17    | 17 | Jules Bianchi     | Marussia-Ferrari     | 53     | +1 Volta         | 19          |       |
| 18    | 10 | Kamui Kobayashi   | Caterham-Renault     | 53     | +1 Volta         | 18          |       |
| 19    | 4  | Max Chilton       | Marussia-Ferrari     | 52     | +2 Voltes        | 21          |       |
| 20    | 9  | Marcus Ericsson   | Caterham-Renault     | 52     | +2 Voltes        | 20          |       |
| Ret   | 8  | Romain Grosjean   | Lotus-Renault        | 28     | Caixa de canvi   | 10          |       |
| Ret   | 99 | Adrian Sutil      | Sauber-Ferrari       | 5      | Motor            | 14          |       |
| Font: |    |                   |                      |        |                  |             |       |